# Patrick Ewing
Pour les articles homonymes, voir Ewing.
Patrick Ewing, né le 5 août 1962 à Kingston en Jamaïque, est un joueur et entraîneur américain de basket-ball. Comme joueur, il évolue au poste de pivot. Surnommé « The Beast from the East », il est double champion olympique.

## Carrière de joueur
Patrick Ewing est né en Jamaïque et excellait au cricket et au football. C'est à l'âge de 13 ans qu'il arrive aux États-Unis avec sa famille, à Cambridge. Il est formé à l'université de Georgetown, entraîné par John Thompson. Il y atteint trois finales universitaires nationales, gagnant celle de 1984 contre les Cougars de Houston d'Hakeem Olajuwon. Cependant, Georgetown est défaite deux fois par deux outsiders : North Carolina, menée par James Worthy et Michael Jordan, en 1982, et surtout les Wildcats de Villanova en 1985.

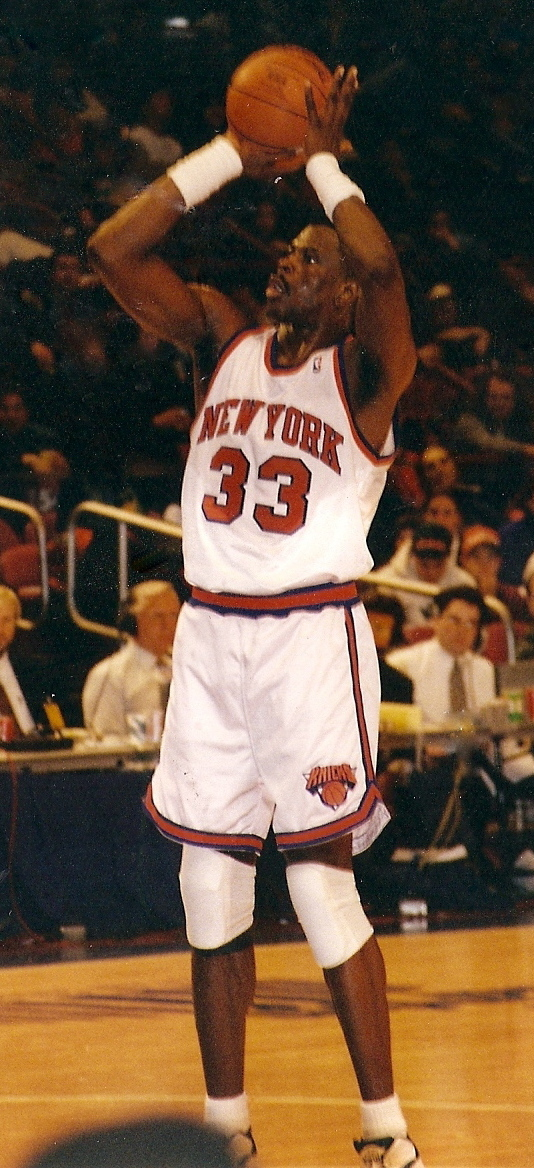
Patrick Ewing chez les Knicks de New York.

Il est le premier choix de la draft 1985, sélectionné par les Knicks de New York avec lesquels il a accompli l'essentiel de sa carrière. Bien que des blessures aient perturbé sa première saison professionnelle, il est élu Rookie de l'année en 1986. Il fut alors rapidement considéré comme l'un des meilleurs pivots de la ligue. Il est barré régulièrement en playoffs par les Bulls de Chicago de Michael Jordan, véritable bête noire des Knicks dans les années 1990.
En 1992, les Knicks échouent en demi-finale de la Conférence Est, puis lors de la finale de la Conférence la saison suivante, à chaque fois face aux Bulls. Cette saison-là, il vit un moment embarrassant en étant contré lors d'un match de saison régulière par le meneur de jeu des Hornets de Charlotte Muggsy Bogues qui mesure 1,59 m.
Étant l'un des meilleurs pivots de son époque, il est naturellement appelé à participer à l'aventure de la Dream Team lors des Jeux olympiques de 1992.
En 1994, alors que Jordan a pris sa retraite, ils parviennent en Finales NBA, la première pour les Knicks depuis 1973, mais doivent s'incliner face aux Rockets de Houston, d'un autre pivot légendaire Hakeem Olajuwon. L'année suivante, c'est un tir raté lors des derniers instants du Game 7 face à Indiana en demi-finale de Conférence qui élimine New York.
En 1999, il se blesse lors du second tour des playoffs alors que les Knicks atteignent les finales face aux Spurs de San Antonio. Pour sa dernière saison avec les Knicks, en 2000, ils s'inclinent face aux Pacers de nouveau en finale de conférence.
En 2000, il est transféré aux Supersonics de Seattle, les Knicks recevant alors Glen Rice, Luc Longley, Travis Knight, Vladimir Stepania, Lazaro Borrell, Vernon Maxwell, deux premiers tours de draft (des Lakers de Los Angeles et de Seattle) et deux seconds tours de draft de Seattle. Beaucoup d'observateurs considèrent que ce transfert signifia la désintégration de l'équipe des Knicks, qui n'a pas réussi à retrouver son rang depuis, Shaquille O'Neal fera un commentaire poignant au sujet de ce transfert en déclarant: "On ne transfère pas une légende". Il jouera une saison avec les Sonics, puis une dernière au Magic d'Orlando la saison suivante avant de prendre sa retraite le 18 septembre 2002.

## Après sa carrière de joueur
Il est élu en 1996 parmi les 50 meilleurs joueurs de l'histoire de la NBA, bien qu'il n'ait jamais été champion.
En 2002, il accepte un poste d'entraîneur assistant aux Wizards de Washington. Par la suite, il est assistant entraîneur de Jeff Van Gundy aux Rockets de Houston de 2003 à 2006, et depuis, auprès de l'entraîneur du Magic d'Orlando Stan Van Gundy.
Son numéro 33 est retiré par les Knicks le 28 février 2003 et hissé au plafond du Madison Square Garden, salle des exploits de Patrick Ewing pendant plus d'une décennie.
Ewing fait des apparitions régulières dans des films et séries télévisées. Sa première prestation fut dans Space Jam où il jouait son propre rôle, et fut l'un des cinq joueurs NBA à jouer dans ce film, outre Michael Jordan (en compagnie de Charles Barkley, Shawn Bradley, Larry Johnson et Muggsy Bogues). Ewing joua l'Ange de la Mort dans le film L'Exorciste, la suite. Ewing fit également une brève apparition dans le film Senseless. Il fit aussi de brèves apparitions (dans son propre rôle) dans les sitcoms Spin City, Herman's Head, Dingue de toi et Webster.
Patrick Ewing suit un régime végétarien. Son fils Patrick Ewing Jr., qui évolua comme lui à l'Université de Georgetown après deux ans à l'université de l'Indiana est sélectionné au 43e rang de la draft 2008 par les Kings de Sacramento.
Le 6 septembre 2008, il est intronisé au Basketball Hall of Fame en compagnie de six autres membres dont Hakeem "The Dream" Olajuwon et l'entraineur Pat Riley.
À la suite d'une opération du cœur de Steve Clifford, il assure l'intérim chez les Bobcats de Charlotte par une défaite contre les Knicks (91-101).
En 2017, il devient l'entraîneur de son ancienne université des Hoyas de Georgetown. Il est limogé en mars 2023 avec un bilan global mitigé de 75 victoires pour 109 défaites et des bilans de 6 victoires sur 31 rencontres lors de la saison 2021-2022 et 7 victoires sur 31 rencontres sur la saison 2022-2023. Il est remplacé par Ed Cooley (en).

## Commercial
Dès 1989, Patrick Ewing est le premier joueur professionnel à lancer sa propre marque de chaussure de sport en s'impliquant financièrement et également dans la conception des modèles dans la foulée du lancement avec succès par Nike des chaussures siglées au nom de Michael "Air" Jordan. Le joueur contribue à créer sa propre entreprise Ewing Athletics dès cette année là. La marque propose depuis sa création des modèles mettant en avant le nom du joueur, son numéro de maillot, le 33 ou encore les couleurs orange et bleu de l'équipe des Knicks.

## Palmarès

### Palmarès universitaire
- 1 × Champion NCAA : 1984 avec les Hoyas de Georgetown.
- 2 × Finales NCAA contre les Tar Heels de la Caroline du Nord en 1982, et contre les Wildcats de Villanova en 1985 avec les Hoyas de Georgetown.
- 1 × Most Outstanding Player du Final Four : 1984.
- 1 × Naismith College Player of the Year : 1985.
- 1 × Trophée Adolph Rupp : 1985.

### Palmarès en sélection
- Médaille d'or aux Jeux olympiques d'été de 1984 et aux Jeux olympiques d'été de 1992.

### Palmarès en NBA
- 2 × Finales NBA : 1994 et 1999 avec les Knicks de New York.
- 2 × Champion de la Conférence Est : 1994 et 1999 avec les Knicks de New York.
- 3 × Champion de la Division Atlantique : 1989, 1993 et 1994 avec les Knicks de New York.
- 1 × Vainqueur de l'Open McDonald's : 1990 avec les Knicks de New York.

### Distinctions personnelles
- 1 × Rookie of the Year : 1986.
- 1 × NBA All-Rookie First Team : 1986.
- 11 × Sélectionné au All-Star Game.
- 1 × All-NBA First Team : 1990.
- 6 × All-NBA Second Team : 1988, 1989, 1991, 1992, 1993 et 1997.
- 3 × NBA All-Defensive Second Team : 1988, 1989 et 1992.
- 1 × MVP de l'Open McDonald's : 1990.
- 2 × Rookie du mois de la NBA : novembre 1985 et janvier 1986.
- 5 × Joueur du mois de la NBA : avril 1989, novembre 1989, mars 1993, janvier 1994 et janvier 1995.
- 2 × Joueur ayant le meilleur ratio défensif (Defensive Rating) : 1993 (94,3), et en 1994 (92,9).
- 1 × Joueur ayant pris le plus de rebonds défensifs : 1993 avec 789 prises.
- 1 × Joueur ayant commis le plus grand nombre de fautes personnelles : 1988 (332).
- Sélectionné parmi les Meilleurs joueurs du cinquantenaire de la NBA en 1996.
- Élu au Naismith Memorial Hall of Fame en 2008.
- Son maillot, le no 33 a été retiré par les Knicks de New York.

## Statistiques
gras = ses meilleures performances

### Universitaires
Statistiques en université de Patrick Ewing
| Saison    | Équipe     | Matchs | Titul. | Min./m | % Tir | % LF | Rbds/m. | Pass/m. | Int/m. | Ctr/m. | Pts/m. |
| --------- | ---------- | ------ | ------ | ------ | ----- | ---- | ------- | ------- | ------ | ------ | ------ |
| 1981-1982 | Georgetown | 37     | 36     | 28,8   | 63,1  | 61,7 | 7,5     | 0,6     | 1,1    | 3,2    | 12,7   |
| 1982-1983 | Georgetown | 32     | 32     | 32,0   | 57,0  | 62,9 | 10,2    | 0,8     | 1,5    | 3,3    | 17,7   |
| 1983-1984 | Georgetown | 37     | 33     | 31,9   | 65,8  | 65,6 | 10,0    | 0,8     | 0,9    | 3,6    | 16,4   |
| 1984-1985 | Georgetown | 37     | 37     | 30,6   | 62,5  | 63,8 | 9,2     | 1,3     | 1,1    | 3,6    | 14,6   |
| Carrière  | Carrière   | 143    | 138    | 30,8   | 62,0  | 63,5 | 9,2     | 0,9     | 1,2    | 3,4    | 15,3   |

### Professionnelles

#### Saison régulière
Légende :
| Recrue/rookie de la saison | Meilleur joueur de cette catégorie statistique de la saison |

gras = ses meilleures performances
Statistiques en saison régulière de Patrick Ewing
| Saison        | Équipe        | Matchs | Titul. | Min./m | % Tir | % 3pts | % LF | Rbds/m. | Pass/m. | Int/m. | Ctr/m. | Pts/m. |
| ------------- | ------------- | ------ | ------ | ------ | ----- | ------ | ---- | ------- | ------- | ------ | ------ | ------ |
| 1985-1986     | New York      | 50     | 50     | 35,4   | 47,4  | 0,0    | 73,9 | 9,0     | 2,0     | 1,1    | 2,1    | 20,0   |
| 1986-1987     | New York      | 63     | 63     | 35,0   | 50,3  | 0,0    | 71,3 | 8,8     | 1,7     | 1,4    | 2,3    | 21,5   |
| 1987-1988     | New York      | 82     | 82     | 31,0   | 55,5  | 0,0    | 71,6 | 8,2     | 1,5     | 1,3    | 3,0    | 20,2   |
| 1988-1989     | New York      | 80     | 80     | 36,2   | 56,7  | 0,0    | 74,6 | 9,3     | 2,4     | 1,5    | 3,5    | 22,7   |
| 1989-1990     | New York      | 82     | 82     | 38,6   | 55,1  | 25,0   | 77,5 | 10,9    | 2,2     | 1,0    | 4,0    | 28,6   |
| 1990-1991     | New York      | 81     | 81     | 38,3   | 51,4  | 0,0    | 74,5 | 11,2    | 3,0     | 1,0    | 3,2    | 26,6   |
| 1991-1992     | New York      | 82     | 82     | 38,4   | 52,2  | 16,7   | 73,8 | 11,2    | 1,9     | 1,1    | 3,0    | 24,0   |
| 1992-1993     | New York      | 81     | 81     | 37,1   | 50,3  | 14,3   | 71,9 | 12,1    | 1,9     | 0,9    | 2,0    | 24,2   |
| 1993-1994     | New York      | 79     | 79     | 37,6   | 49,6  | 28,6   | 76,5 | 11,2    | 2,3     | 1,1    | 2,7    | 24,5   |
| 1994-1995     | New York      | 79     | 79     | 37,0   | 50,3  | 28,6   | 75,0 | 11,0    | 2,7     | 0,9    | 2,0    | 23,9   |
| 1995-1996     | New York      | 76     | 76     | 36,6   | 46,6  | 14,3   | 76,1 | 10,6    | 2,1     | 0,9    | 2,4    | 22,5   |
| 1996-1997     | New York      | 78     | 78     | 37,0   | 48,8  | 22,2   | 75,4 | 10,7    | 2,0     | 0,9    | 2,4    | 22,4   |
| 1997-1998     | New York      | 26     | 26     | 32,6   | 50,4  | 0,0    | 72,0 | 10,2    | 1,1     | 0,6    | 2,2    | 20,8   |
| 1998-1999     | New York      | 38     | 38     | 34,2   | 43,5  | 0,0    | 70,6 | 9,9     | 1,1     | 0,8    | 2,6    | 17,3   |
| 1999-2000     | New York      | 62     | 62     | 32,8   | 46,6  | 0,0    | 73,1 | 9,7     | 0,9     | 0,6    | 1,4    | 15,0   |
| 2000-2001     | Seattle       | 79     | 79     | 26,7   | 43,0  | 0,0    | 68,5 | 7,4     | 1,2     | 0,7    | 1,2    | 9,6    |
| 2001-2002     | Orlando       | 65     | 4      | 13,9   | 44,4  | 0,0    | 70,1 | 4,0     | 0,5     | 0,3    | 0,7    | 6,0    |
| Carrière      | Carrière      | 1183   | 1122   | 34,3   | 50,4  | 15,2   | 74,0 | 9,8     | 1,9     | 1,0    | 2,4    | 21,0   |
| All-Star Game | All-Star Game | 9      | 3      | 21,1   | 53,7  | —      | 69,2 | 6,7     | 0,8     | 1,2    | 1,8    | 11,8   |

#### Playoffs
Légende :
| Meilleur joueur de cette catégorie statistique de la saison |

Statistiques en playoffs de Patrick Ewing
| Saison   | Équipe   | Matchs | Titul. | Min./m | % Tir | % 3pts | % LF | Rbds/m. | Pass/m. | Int/m. | Ctr/m. | Pts/m. |
| -------- | -------- | ------ | ------ | ------ | ----- | ------ | ---- | ------- | ------- | ------ | ------ | ------ |
| 1988     | New York | 4      | 4      | 38,3   | 49,1  | 0,0    | 86,4 | 12,8    | 2,5     | 1,5    | 3,3    | 18,8   |
| 1989     | New York | 9      | 9      | 37,8   | 48,6  | —      | 75,0 | 10,0    | 2,2     | 1,0    | 2,0    | 19,9   |
| 1990     | New York | 10     | 10     | 39,5   | 52,1  | 50,0   | 82,3 | 10,5    | 3,1     | 1,3    | 2,0    | 29,4   |
| 1991     | New York | 3      | 3      | 36,7   | 40,0  | —      | 77,8 | 10,0    | 2,0     | 0,3    | 1,7    | 16,7   |
| 1992     | New York | 12     | 12     | 40,2   | 45,6  | 0,0    | 74,0 | 11,1    | 2,3     | 0,6    | 2,6    | 22,7   |
| 1993     | New York | 15     | 15     | 40,3   | 51,2  | 100,0  | 63,8 | 10,9    | 2,4     | 1,1    | 2,1    | 25,5   |
| 1994     | New York | 25     | 25     | 41,3   | 43,7  | 36,4   | 75,5 | 11,7    | 2,6     | 1,3    | 3,0    | 21,9   |
| 1995     | New York | 11     | 11     | 36,3   | 51,3  | 33,3   | 68,6 | 9,6     | 2,5     | 0,5    | 2,3    | 19,0   |
| 1996     | New York | 8      | 8      | 41,0   | 47,4  | 50,0   | 65,1 | 10,6    | 1,9     | 0,1    | 3,1    | 21,5   |
| 1997     | New York | 9      | 9      | 39,7   | 52,7  | 0,0    | 64,3 | 10,6    | 1,9     | 0,3    | 2,4    | 22,6   |
| 1998     | New York | 4      | 4      | 33,0   | 35,7  | —      | 59,3 | 8,0     | 1,3     | 0,8    | 1,3    | 14,0   |
| 1999     | New York | 11     | 11     | 31,5   | 43,0  | —      | 77,8 | 8,7     | 0,5     | 0,6    | 0,7    | 13,1   |
| 2000     | New York | 14     | 14     | 32,9   | 41,8  | —      | 69,7 | 9,5     | 0,4     | 1,1    | 1,4    | 14,6   |
| 2002     | Orlando  | 4      | 0      | 16,8   | 32,0  | 0,0    | 58,8 | 5,5     | 1,0     | 0,3    | 1,0    | 6,5    |
| Carrière | Carrière | 139    | 135    | 37,5   | 46,9  | 34,8   | 71,8 | 10,3    | 2,0     | 0,9    | 2,2    | 20,2   |

## Records sur une rencontre en NBA
Les records personnels de Patrick Ewing en NBA sont les suivants :
| Record de la franchise |

| Type de statistique        | Saison régulière | Saison régulière       | Saison régulière  | Playoffs | Playoffs              | Playoffs     |
| Type de statistique        | Record           | Adversaire             | Date              | Record   | Adversaire            | Date         |
| -------------------------- | ---------------- | ---------------------- | ----------------- | -------- | --------------------- | ------------ |
| Points                     | 51               | Celtics de Boston      | 24 mars 1990      | 45       | Pistons de Détroit    | 12 mai 1990  |
| Paniers marqués            | 22               | Hornets de Charlotte   | 1er décembre 1990 | 18       | Celtics de Boston     | 4 mai 1990   |
| Paniers tentés             | 37               | @ Spurs de San Antonio | 26 mars 1991      | 34       | Celtics de Boston     | 2 mai 1990   |
| Paniers à 3 points réussis | 1                | 19 fois                | 19 fois           | 1        | 8 fois                | 8 fois       |
| Paniers à 3 points tentés  | 3                | 2 fois                 | 2 fois            | 2        | 3 fois                | 3 fois       |
| Lancers francs réussis     | 18               | Pacers de l'Indiana    | 10 janvier 1991   | 17       | Pistons de Détroit    | 12 mai 1990  |
| Lancers francs tentés      | 23               | 2 fois                 | 2 fois            | 18       | Pistons de Détroit    | 12 mai 1990  |
| Rebonds offensifs          | 11               | Bucks de Milwaukee     | 20 février 1996   | 11       | Pacers de l'Indiana   | 5 juin 1994  |
| Rebonds défensifs          | 22               | Heat de Miami          | 19 décembre 1992  | 15       | 2 fois                | 2 fois       |
| Rebonds totaux             | 26               | Heat de Miami          | 19 décembre 1992  | 22       | Pacers de l'Indiana   | 5 juin 1994  |
| Passes décisives           | 11               | Hornets de Charlotte   | 19 avril 1996     | 10       | @ Celtics de Boston   | 6 mai 1990   |
| Interceptions              | 5                | 4 fois                 | 4 fois            | 7        | Celtics de Boston     | 4 mai 1990   |
| Contres                    | 9                | 4 fois                 | 4 fois            | 8        | Rockets de Houston    | 17 juin 1994 |
| Balles perdues             | 10               | @ Pacers de l'Indiana  | 23 avril 1988     | 7        | Pacers de l'Indiana   | 24 mai 1994  |
| Minutes jouées             | 54               | @ Hawks d'Atlanta      | 7 décembre 1991   | 51       | @ Pacers de l'Indiana | 6 mai 1993   |

## Pour approfondir